# Amtar
Amtar  (in arabo امتار‎?) è un centro abitato e comune rurale del Marocco situato nella provincia di Chefchaouen, regione di Tangeri-Tetouan-Al Hoceima. Conta una popolazione di 10 574 abitanti (censimento 2014).